# Château Dentice di Frasso (Carovigno)
Le château Dentice di Frasso, est une forteresse médiévale située au centre historique de la commune de Carovigno, province de Brindisi dans les Pouilles,.

## Historique
Il n'y a pas d'informations certaines sur ses origines, mais selon Vincenzo Andriani, le premier noyau du château actuel a été construit dans l'enceinte des murs de la ville à l'époque normande par Bohémond de Tarente.

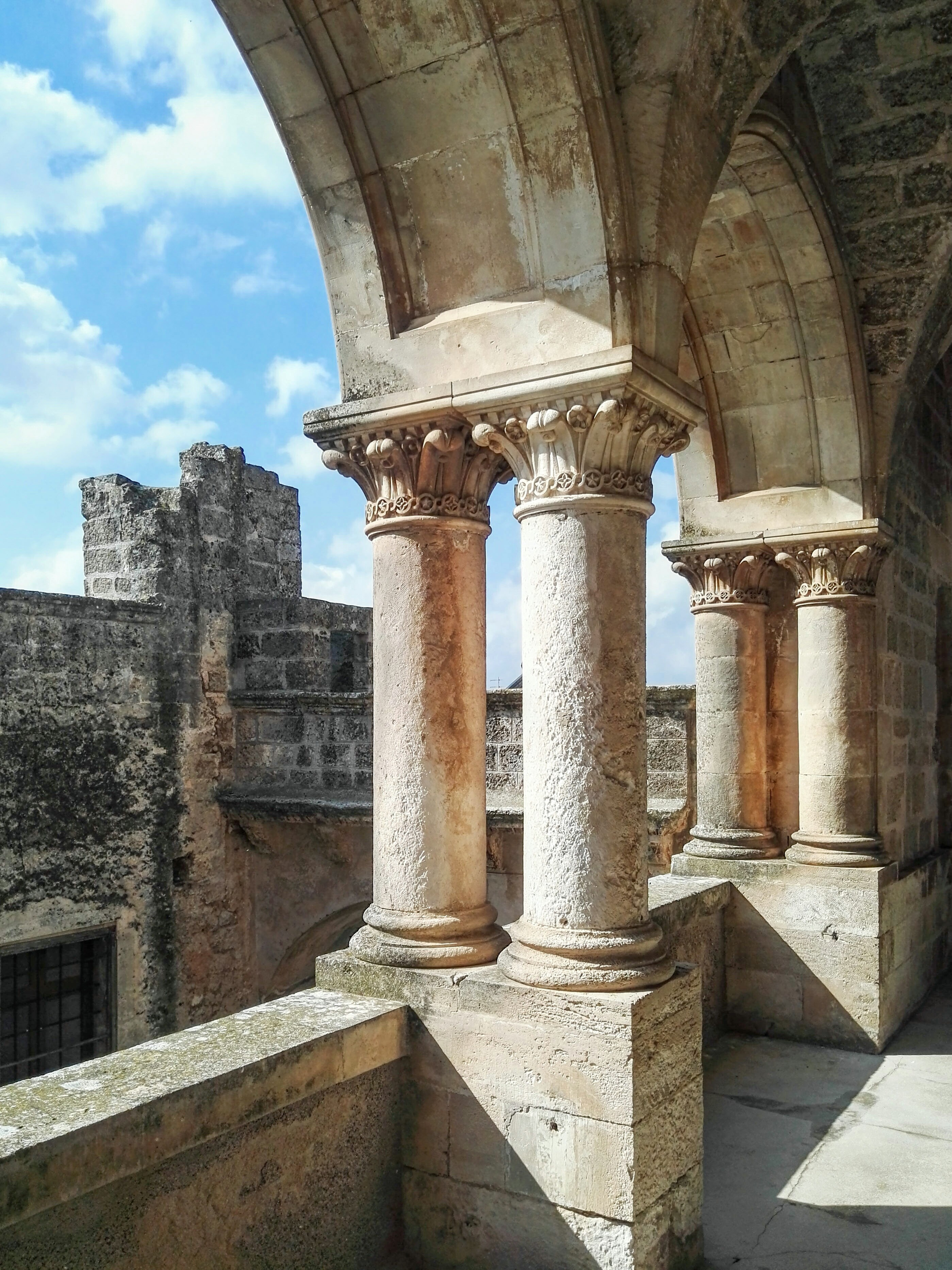
La loggia à colonnettes.

Sur un ancien parchemin de 1163, conservé dans les archives capitulaires d'Ostuni, on trouve le nom de  Castellum Carvinei, lequel consistait en une seule tour de forme carrée, située du côté de la Porta Ostuni. Cette tour a été construite sur un souterrain, et d'abord utilisée comme prison puis comme dépôt d'huile. Par la suite, il fut comblé pour des raisons de stabilité et, par mesure de précaution, une loggia voûtée fut construite pour soutenir la tour qui menaçait de s'effondrer d'un côté, de l'autre côté une tourelle plus petite fut placée contre elle. Depuis celle-ci, on pouvait accéder à l'église Sant'Anna, en suivant une passerelle créée sur la Porta Ostuni, aujourd'hui bloquée. Sur les arcs de la loggia étaient sculptés les armoiries des seigneurs féodaux de Carovigno.
Le château s'agrandit au fil du temps, selon les besoins des princes féodaux qui l'habitaient. Aujourd'hui, elle a une forme triangulaire (symbole de perfection) avec la présence de trois tours situées aux trois sommets : une carrée, une ronde et une en amande.
La Torre a Mandorla, très massive, avec la pointe tournée vers la mer, également appelée torre a forma di carena di nave, fut construite au XVe siècle par Francesco di Giorgio Martini  à la demande membres de la famille Loffredo, princes de l'époque. Le but de la construction de la tour en forme d'amande était d'esquiver et de dévier les tirs lancés contre elle afin de limiter les dégâts.
Dans le château se trouvent « le segrete » des salles souterraines, qui au fil du temps ont eu diverses fonctions, notamment des prisons, des entrepôts, des caves, des ateliers de menuiserie.
Les sous-sols ont été utilisés au fil du temps par les soldats et abritent aujourd'hui le musée des traditions populaires. Au premier étage, se trouvent différentes chambres utilisées au temps des princes et d'autres espaces utilisés comme salles de bains, salles à manger, bibliothèque, salles de billard. On y retrouve également un très grand séjour avec une belle et immense cheminée.

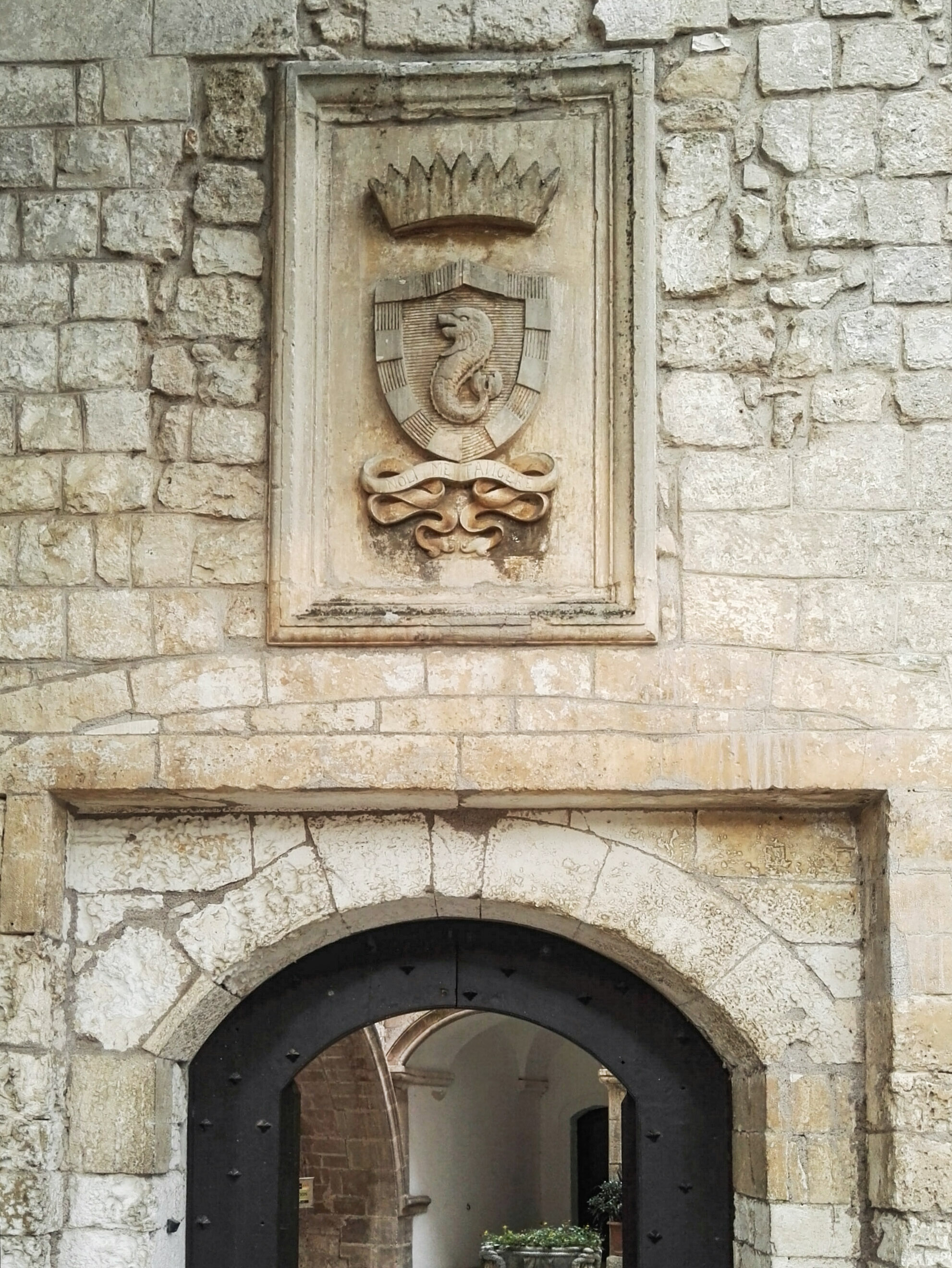
Armoiries de la famille Dentice di Frasso.

La forteresse militaire a commencé à perdre ses caractéristiques de structure défensive à partir du XVIIe siècle, pour devenir peu à peu une résidence princière. En 1792, la propriété passa à la famille Dentice di Frasso (Dentice (famiglia) (it) qui, en 1905, avec l'arrivée du comte Alfredo Dentice di Frasso (it) et de son épouse Elisabetta Schlippenbach, entreprit la restauration du manoir pour en faire une résidence noble moderne.
En plus de la restauration de la partie la plus ancienne, qui comprend les sols évocateurs, les cheminées et les décorations de style maritime, modelées en harmonie avec la structure préexistante et les créneaux extérieurs qui donnent au château un aspect de conte de fées.
On a également aménagé les jardins municipaux, initialement propriété de la famille Dentice di Frasso. Il était relié au château, par un petit tunnel, encore visible aujourd'hui. C'était autrefois un véritable jardin botanique, d'importance nationale.
Depuis 1961, le château est devenu propriété de la province de Brindisi et est revenu aux mains des habitants de Carovigno en 2014, grâce à l'administration de l'époque dirigée par le maire Cosimo Mele.

## Les occupants
- 1163 le normand Goffredo III de Montescaglioso
- 1194 le Souabe Roberto de Biccari
- 1273 Manfred de Carvinea
- 1306 le chevalier angevin Adamo de Tremblay
- 1309 La famille Sambiase
- 1327 Charles de Carvigna
- 1382 le prince de Tarente Raymond des Ursins des Baux
- 1407 la Reine Marie d'Enghien
- 1464 Barthélemy d'Ursini
- 1492 le baron napolitain Giovan Gaspare Loffredo
- 1500 Baron Pirro Loffredo
- 1507 Baron Gaspare Loffredo
- 1520 Baron Giuseppe Loffredo
- 1529 Baron Léonard Loffredo
- 1562 Baron Scipione Loffredo
- 1589 Baron Pirro Loffredo
- 1595 Marquis de Padula
- 1597 Agostino Caputo
- 1619 la famille Serra de Gênes
- 1929 Marquis de Serranova Ottavio Serra
- 1653 Évêque Scipione Costaguto
- 1661 Giuseppe Castaldi
- 1684 Jules de Sangro
- 1702 Baron Nicola Granafei
- 1732 Prince de Francavilla Fontana Michele Imperiali
- 1792 Prince Gérard Dentice de Frasso

## Description
Le château a une forme triangulaire. Aux trois angles se trouvent trois tours (une tour carrée, une circulaire et une en forme d'amande à ses sommets). Dans le reste des Pouilles, il n'existe que deux autres châteaux similaires, le château de Monte Sant'Angelo et celui de Rocchetta Sant'Antonio.
Le château se dresse à proximité des murailles de la vieille ville à des fins défensives. Depuis le château, il est possible d'admirer un panorama qui va de Torre Canne à Brindisi, mais qui comprend également la vallée d'Itria, avec d'autres villages comme Ceglie Messapica et Ostuni. À côté du château se trouve également l'église Sant'Anna, reliée par la Porta Ostuni, avec une passerelle désormais fermée.
Dans la partie inférieure et la plus ancienne du château se trouvent des caves également appelées « Le Segrete » (français : les secrets). Ils sont creusés directement dans la roche dure et se fondent dans un couloir principal de 17,90 m de long, 4,80 m de profondeur, 1,70 m de large et 2,50 m de haut. D'autres pièces ont été comblées pour donner à la structure située au-dessus plus de stabilité. On accédait à ces pièces par un escalier qui se trouvait jusqu'en 1920 dans la cour intérieure du château, mais qui est aujourd'hui fermé par quelques trappes. Avant la restauration de 1904 à 1916, les pièces du sous-sol servaient de prison.
Des deux côtés du couloir se trouvent des réservoirs jusqu'à 4 m de profondeur, construits de blocs de pierre de Carovigno sans chaux. Après la restauration mentionnée ci-dessus, ils ont servi de stockage de pétrole et de glacière.

## Galerie

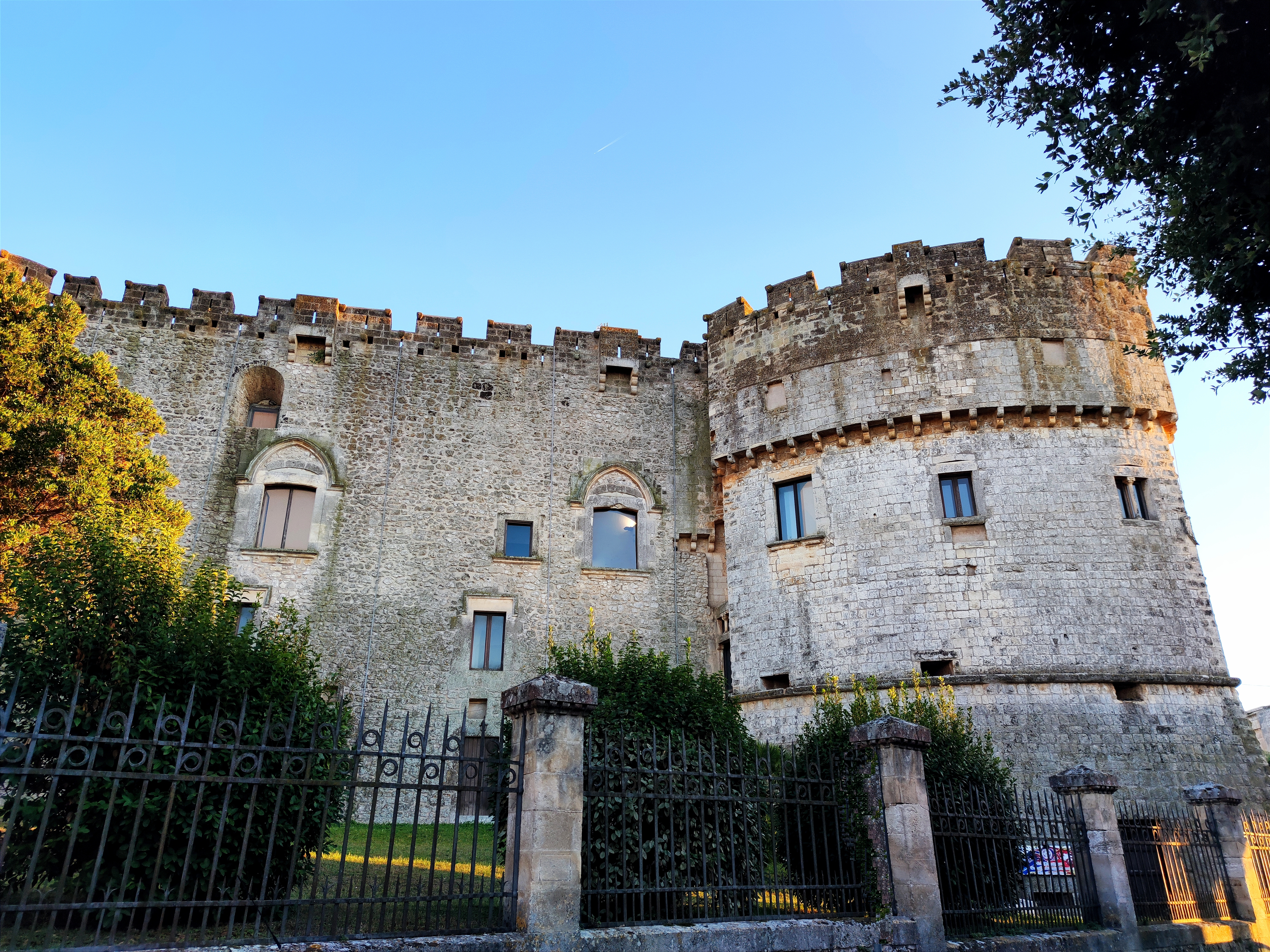
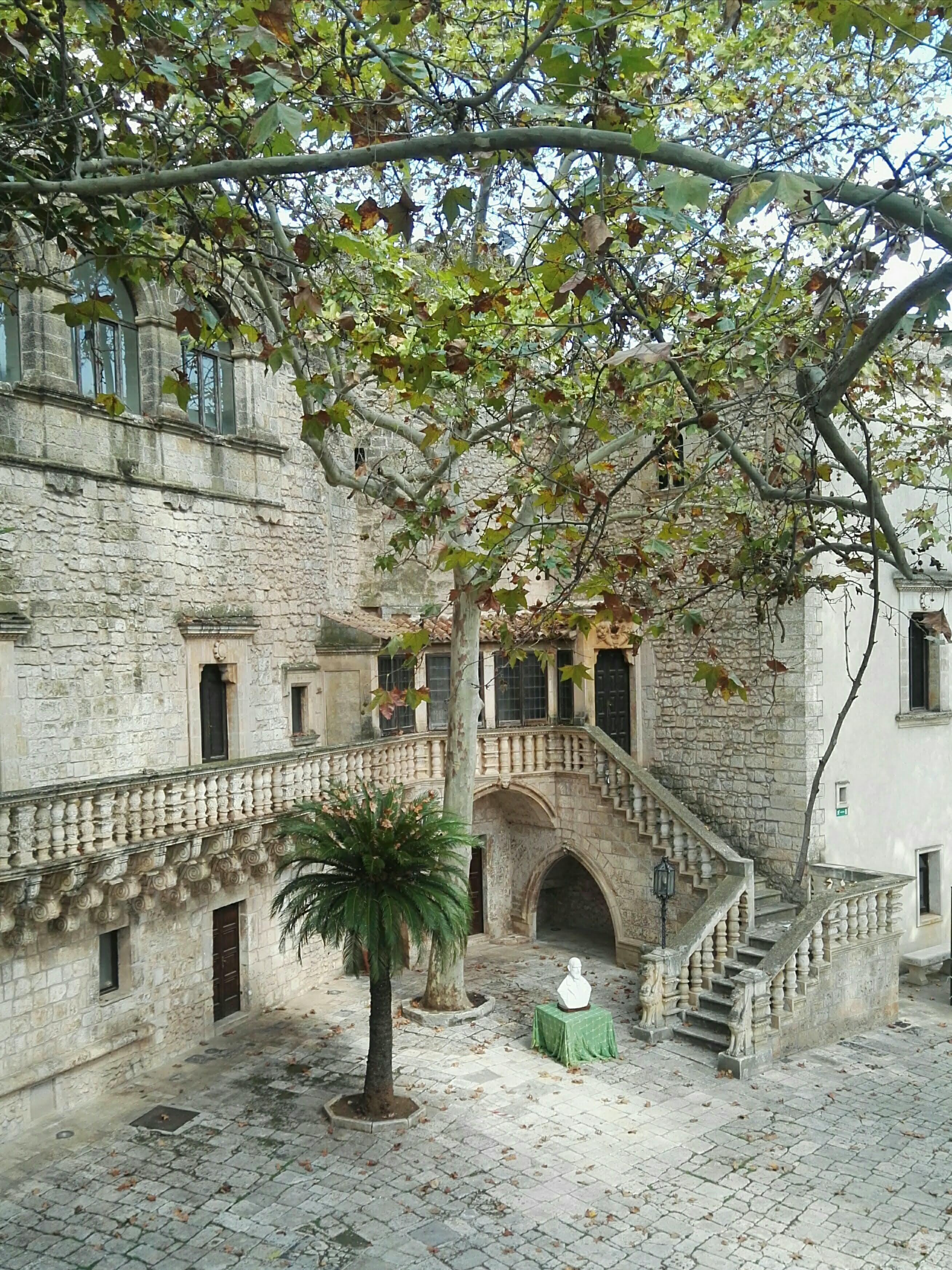
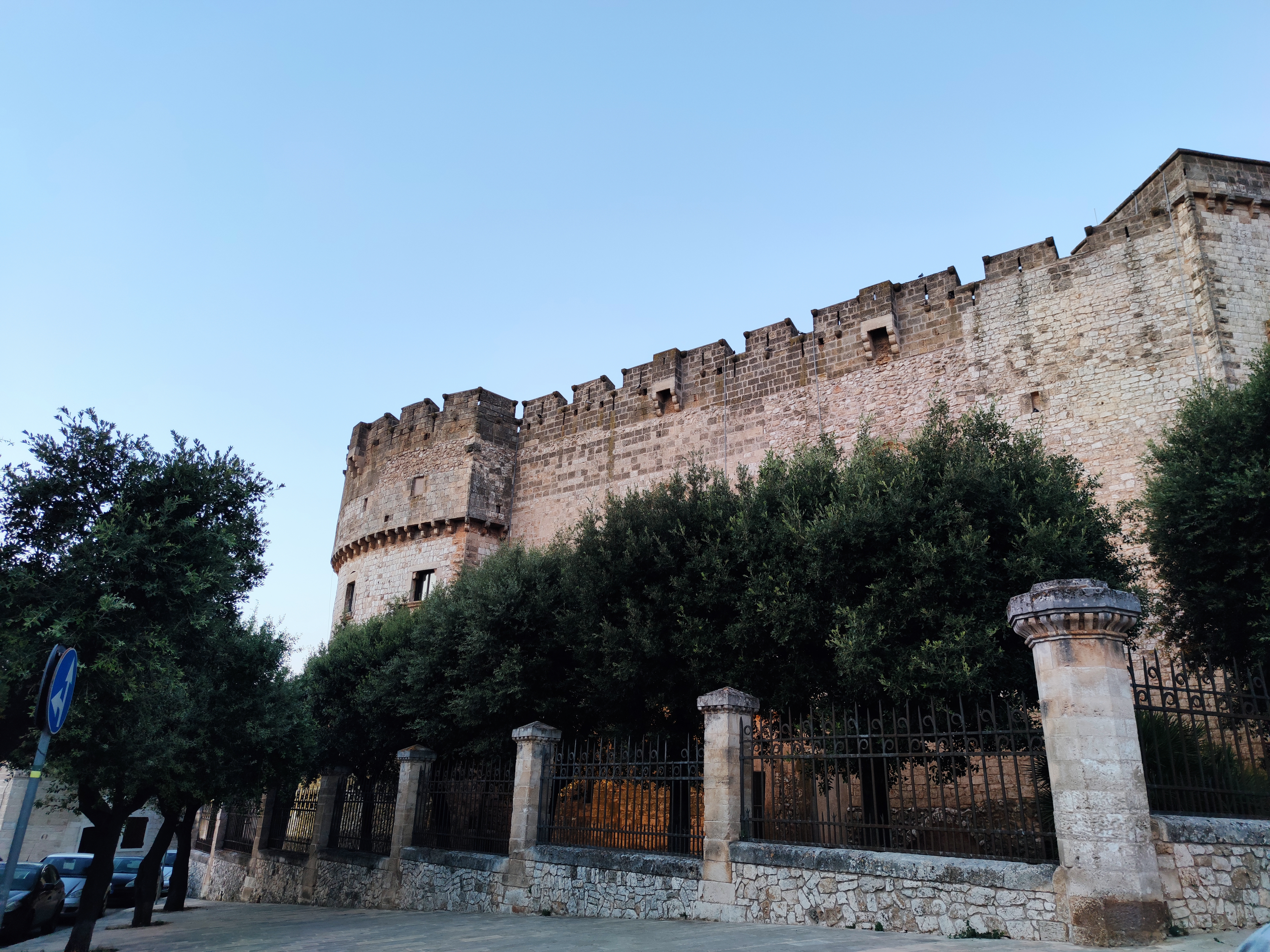
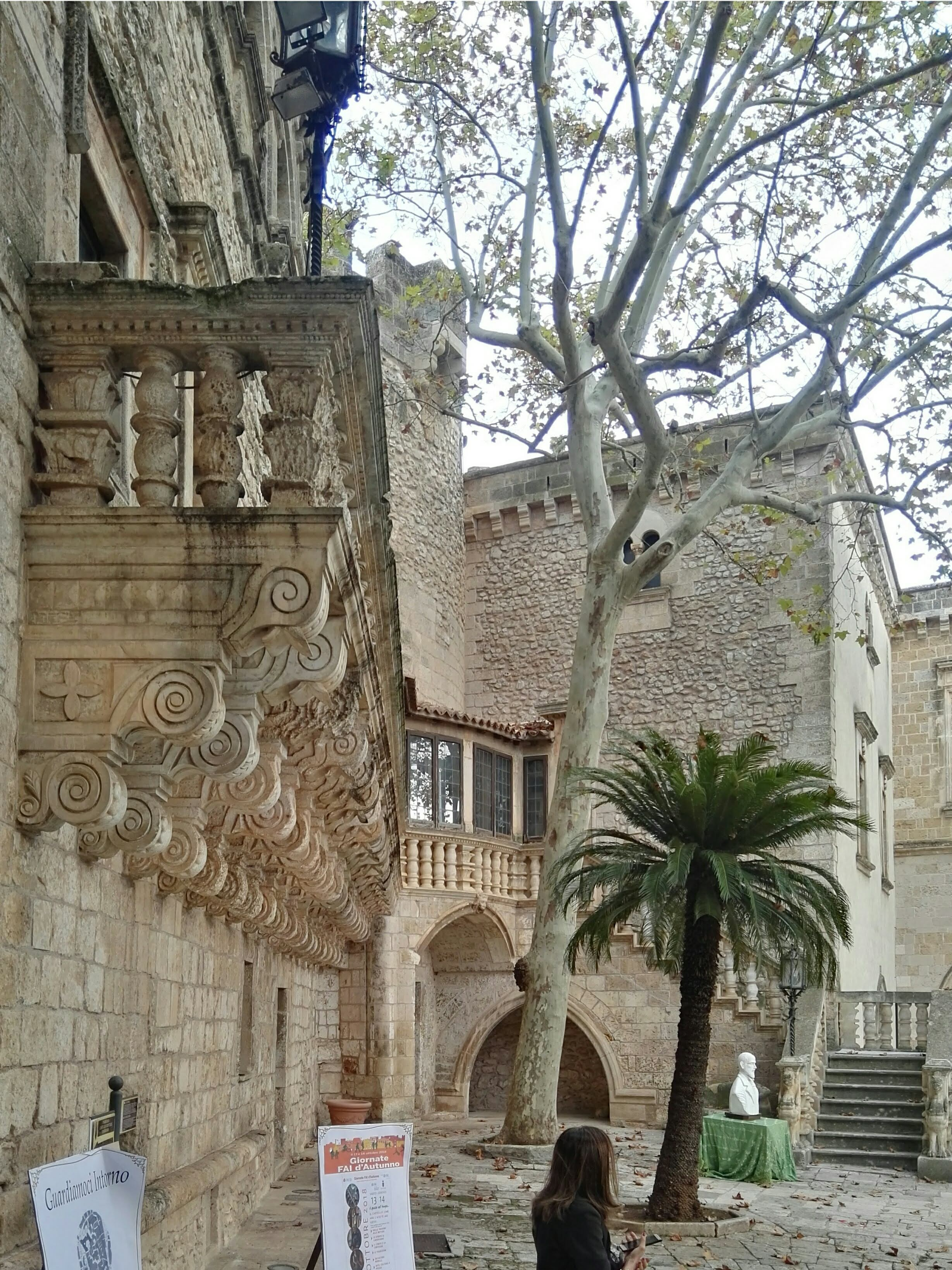

### Articles externes
- Site officiel
- (it) Castello di Carovigno - Site mondimedievali.net
- (it) Castello di Carovigno - Site museionline.info